# Whitestone (Alaska)
Whitestone es un lugar designado por el censo ubicado en el Área censal de Southeast Fairbanks en el estado estadounidense de Alaska. En el Censo de 2010 tenía una población de 97 habitantes y una densidad poblacional de 5,3 personas por km².

## Geografía
Whitestone se encuentra en las coordenadas 64°9′10″N 145°54′23″O / 64.15278, -145.90639. Según la Oficina del Censo de los Estados Unidos, Whitestone tiene una superficie total de 18.3 km², de la cual 18.3 km² corresponden a tierra firme y (0%) 0 km² es agua.

## Demografía
Según el censo de 2010, había 97 personas residiendo en Whitestone. La densidad de población era de 5,3 hab./km². De los 97 habitantes, Whitestone estaba compuesto por el 93.81% blancos, el 0% eran afroamericanos, el 0% eran amerindios, el 2.06% eran asiáticos, el 0% eran isleños del Pacífico, el 1.03% eran de otras razas y el 3.09% pertenecían a dos o más razas. Del total de la población el 5.15% eran hispanos o latinos de cualquier raza.